# میدان نفتی پرداهو
میدان نفتی پرداهو (انگلیسی: Prudhoe Bay Oil Field) از میدان‌های نفتی ایالات متحده آمریکا است، که در سال ۱۹۷۷ کشف شد. ظرفیت تولید نفت خام میدان پرداهو، به‌طور متوسط معادل ۲۸۱ هزار بشکه در روز می‌باشد. این میدان به‌طور مشترک متعلق به بی‌پی و اکسون‌موبیل می‌باشد.